# Bactrocera brevistriata
Bactrocera brevistriata
 es una especie de díptero que Drew describió por primera vez en 1968. Bactrocera brevistriata pertenece al género Bactrocera de la familia Tephritidae.